# Sainte-Croix-en-Jarez
Sainte-Croix-en-Jarez este o comună în departamentul Loire din sud-estul Franței. În 2009 avea o populație de 430 de locuitori.

## Evoluția populației
| An        | 1975 | 1982 | 1990 | 1999 | 2006 | 2009 |
| --------- | ---- | ---- | ---- | ---- | ---- | ---- |
| Populație | 310  | 342  | 329  | 351  | 410  | 430  |